# 劉之宸
劉之宸（？年—？年），字罕峯。江西省南昌府新建縣（今屬南昌市）人。清朝政治人物。

## 生平
乾隆二十七年（1762年）壬午科鄉試舉人。乾隆三十四年（1769年）己丑科第二甲第三十六名進士出身。選授兵部車駕司主事。在兵部任職主事十餘年，辦事勤奮謹慎，甘願淡泊生活。學術上重視淵源、師門情誼，京師文人對其多以長者看待。